# Urinsex
Watersports eller urofili er engelsk for 'vand-sport', og er et ord der på internettets sex-sider er slang for urinsex, altså sex, der involverer urin og urinering.
Bemærk at der på engelsk skelnes mellem water sports i to ord, der reelt ER sport i vandet, og watersports i et ord, der omhandler nærværende sexrelaterede emne.